# Lagadas
Lagadas (tiếng Hy Lạp: ?) là một khu tự quản ở vùng Trung Makedonías, Hy Lạp. Khu tự quản Lagadas có diện tích 1223 km², dân số theo điều tra ngày 18 tháng 3 năm 2001 là 39160 người.